# Ophrys melitensis
Ophrys melitensis (Salk.) Devillers-Tersch. & Devillers, deutsch auch Maltesische Ragwurz genannt, ist eine Pflanzenart aus der Familie der Orchideen (Orchidaceae). Ein Synonym ist Ophrys sphegodes subsp. melitensis Salk. Die Art ist ausschließlich auf Malta heimisch.  

## Beschreibung
Ophrys melitensis ist eine ausdauernde, aus einer Knolle wachsende Art und erreicht eine Höhe von 15 bis 25 Zentimeter. Die Sepalen isna abstehend, grün, manchmal in der unteren Hälfte bräunlich. Die Petalen isn olivgrün bis braunrot und wellig gerandet. Form und Farbe des Labellum sind variabel und können verschiedene, hellblau-metallische Zeichnungen tragen, meist in Form eines nach unten offenen Hufeisens oder eines senkrecht gestellten Gleichheitszeichens. Gelegentlich fehlt diese Zeichnung auch. Stets jedoch ist vorn ein kleines Anhängsel zu sehen.

## Verbreitung
Ophrys melitensis ist ausschließlich auf Malta heimisch, wo sie Garigue, felsige Steppen und Wiesen besiedelt. Die Art ist selten. Sie gedeiht in Höhenlagen zwischen 25 und 215 Metern Meereshöhe.

## Ökologie
Die Blütezeit ist Ende Februar bis Anfang April. Als Bestäuber wurde Chalicodoma sicula beobachtet.

## Systematik und botanische Geschichte
Die Art wurde 1992 durch Hans-Erich Salkowski (1935–2013) als Unterart der Großen Spinnen-Ragwurz (Ophrys sphegodes) in Mitteilungsblatt, Arbeitskreis Heimische Orchideen Baden-Württemberg Band 24 Teil 4, Seite 633, 640 erstbeschrieben. Bereits zwei Jahre später stellten Jean Devillers-Terschuren und Pierre Devillers sie als eigene Art Ophrys melitensis (Salk.) Devillers-Tersch. & Devillers in Naturalistes Belges. Bulletin Mensuel, Band 75, Seite 380, 1994 auf. Melite ist der griechische Name der Insel Malta. Andere Autoren sehen die maltesischen Pflanzen als Hybriden zwischen der Großen Spinnen-Ragwurz und Bertolonis Ragwurz (Ophrys bertolonii) und somit als Teil des Hybridkomplexes Ophrys ×flavicans.
Im Nordosten der Insel ist eine einzelne Hybride aus Ophrys melitensis und entweder Ophrys speculum, Ophrys fusca oder Ophrys bertolonii gefunden worden.

## Nachweise
1. 1 2 3  Helmut Baumann, Siegfried Künkele und Richard Lorenz: Orchideen Europas mit angrenzenden Gebieten. Verlag Eugen Ulmer, Stuttgart, 2006.  ISBN 978-3-8001-4162-3. Seite 176.
2. 1 2  Hans Christian Weber, Bernd Kendzior: Flora of the Maltese Islands - A Field Guide, 2006, ISBN 3-8236-1478-9, S. 30
3. ↑  Eintrag zur Art in The International Plant Names Index, 2008, Online, letzter Zugriff am 12. Dezember 2024
4. ↑  
Henrik Ærenlund Pedersen, Niels Faurholdt: Ophrys. The Bee Orchids of Europe. Kew Publishing, 2007, ISBN 978-1-84246-152-5, S. 223.
5. ↑  Ophrys melitensis. In: POWO = Plants of the World Online von Board of Trustees of the Royal Botanic Gardens, Kew: Kew Science, abgerufen am 11. Mai 2020.
6. ↑  Hans Christian Weber, Bernd Kendzior: Flora of the Maltese Islands - A Field Guide, 2006, ISBN 3-8236-1478-9, S. 34